# 米科梅森
米科梅森是赤道畿內亞的城市，由基埃恩特姆省負責管轄，位於該國大陸北部，毗鄰與喀麥隆接壤的邊境，距離埃貝比因和涅方分別96公里和61公里，海拔高度323米，主要經濟活動是出口咖啡和可可，2005年人口約5,813。
2°08′N 10°37′E / 2.133°N 10.617°E